# نادي شارلوت
نادي شارلوت لكرة القدم (بالإنجليزية: 	Charlotte Football Club)‏ هو فريق كرة قدم أمريكي من مدينة شارلوت كارولاينا الشمالية.
تأسس في عام 2019 وأصبح نادياً رسمياً في الدوري الأمريكي لكرة القدم في 2022.

## روابط خارجية
- الموقع الرسمي
 (بالإنجليزية)